# الأولة في الغرام (فلم)
الأولة في الغرام فيلم مصري إنتاج عام 2007.
.
....
تاريخ عرض الفيلم يوافق عيد الفطر في مصر لعام 1428 هـ.
اسم الفيلم مأخوذ من أغنية لأم كلثوم بنفس الاسم.

## قصة الفيلم
تدور أحداث الفيلم حول شاب «هاني سلامة» يعيش مع عمه بعد وفاة والده.. وهو شاب مستهتر يعتمد على أموال عمه الملياردير.. حتى يقرر عمه أن يتركه ليعتمد على نفسه مما يتسبب في وقوعه في العديد من المشكلات والمفارقات الكوميدية.

## بطولة
- هاني سلامة
- منة شلبي
- أحمد راتب
- درة
- جميل راتب
- هشام سليم
- حجاج عبد العظيم
- جيهان قمري
- محمد الصاوي
- منير مكرم
- أحمد الحلواني
- رؤوف مصطفى
- سيد رجب
- سلمى غريب
- ماهيتاب صلاح الدين

## روابط خارجية
- مقالات تستعمل روابط فنية بلا صلة مع ويكي بيانات